# François Hippolyte Caussin
 (août 2017).
Si vous disposez d'ouvrages ou d'articles de référence ou si vous connaissez des sites web de qualité traitant du thème abordé ici, merci de compléter l'article en donnant les références utiles à sa vérifiabilité et en les liant à la section « Notes et références ».
François Hippolyte Caussin, né le 23 juillet 1828 à Rouvres-la-Chétive et mort le 9 mars 1898 à Neufchâteau, est un luthier français du XIXe siècle.

## Biographie
Fils de François Caussin, il a également été son apprenti dans la région de Mirecourt.

Tout comme son père, il a aussi été l'élève de Jules Gaillard.
Il a ensuite poursuivi sa carrière à Neufchâteau, reprenant ici l'atelier de son père.
Sa lutherie fine hérite de la tradition italienne, à partir de laquelle il a effectué des copies d'instruments de bonne qualité de type Stradivarius, Guarnerius del Gesù, Bergonzi ou Amati. 

Par cette pratique, il est dans la tradition des luthiers français tel que Jean-Baptiste Vuillaume, qui a élevé au plus haut niveau l'art de la copie des instruments des luthiers italiens du XVIIIe siècle.